# Famille Droste zu Vischering

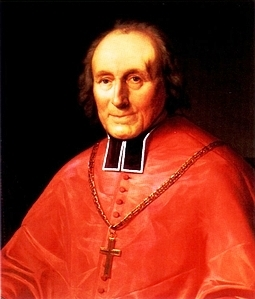
Portrait de Mgr Clément-Auguste Droste zu Vischering (1773-1845)

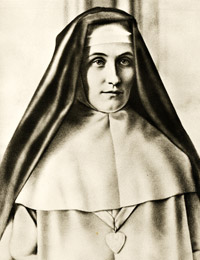
Portrait de Sœur Marie du Divin Cœur, comtesse Droste zu Vischering (1863-1899)

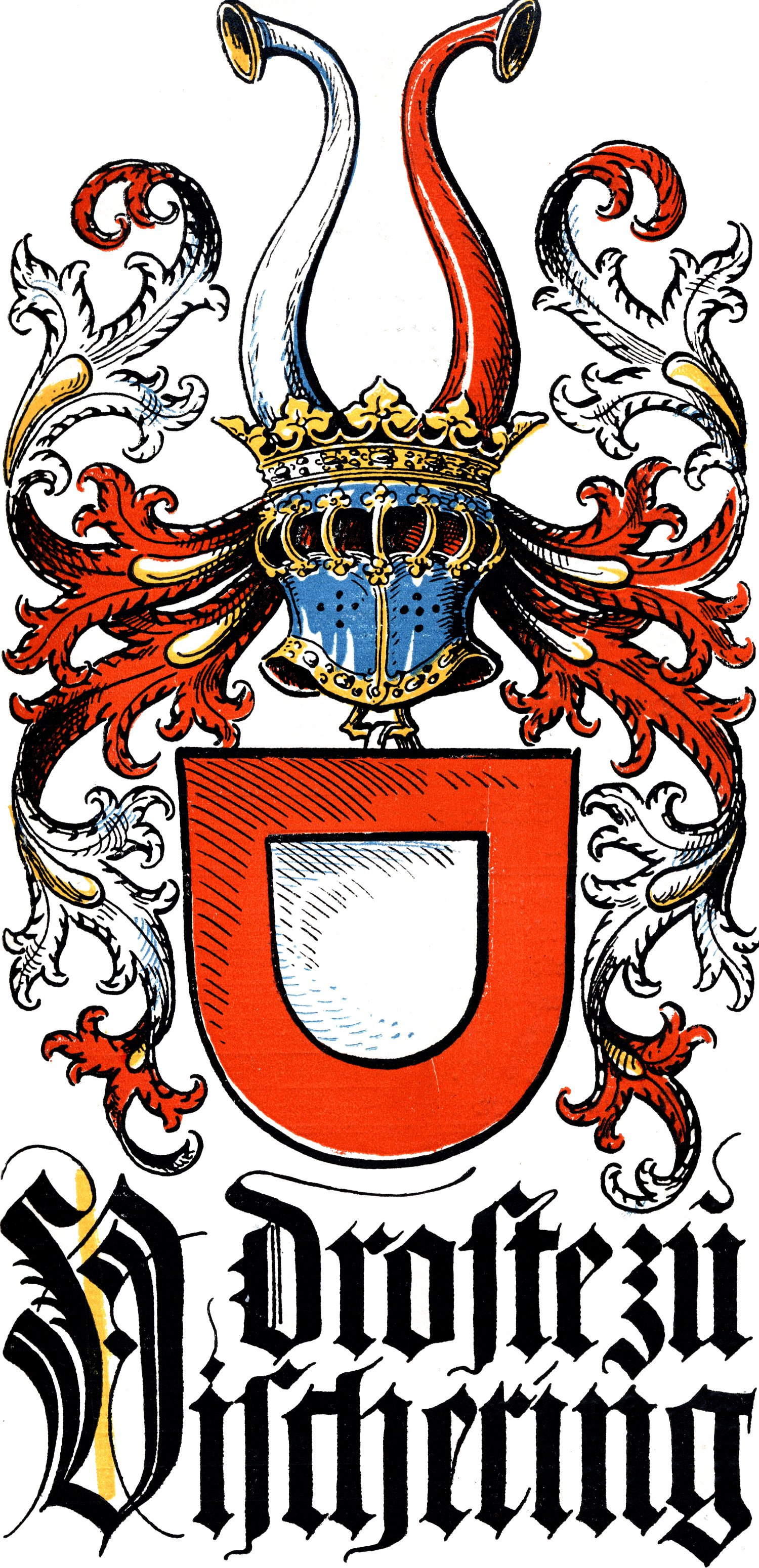
Blason des Droste zu Vischering.

La famille Droste zu Vischering est une famille illustre de la noblesse de Westphalie.

## Histoire
Cette famille remontant au XIIe siècle est originaire de la principauté de Münster et subsiste encore. Leur ancien château fort est à Vischering.
Les deux fils Heinrich et Albrecht de Berhard Droste zu Vischering, mort en 1331, sont à l'origine de deux lignées :
- Heinrich est à l'origine des barons puis des comtes Droste zu Vischering ;
- tandis que son frère Albrecht est à l'origine des Droste zu Senden.

## Personnalités
- Clément-Auguste Droste zu Vischering (1773-1845), archevêque de Cologne de 1835 à 1845. Il fut emprisonné en 1837, puis relégué à Münster jusqu'à sa mort, à cause de son opposition à l'État prussien lors de la querelle des mariages inter-confessionnels.
- Kaspar Maximilian Droste zu Vischering-Padberg (1808-1887), conseiller d'État et membre de la deuxième Chambre de Prusse, ou Chambre des Représentants effective jusqu'en 1918.
- Clemens Heidenreich Droste zu Vischering (1832-1923), membre du Zentrum ou parti du Centre, homme d'État allemand, époux d'Hélène von Galen (1837-1917), tante du cardinal von Galen.
- Franz Otto von Droste zu Vischering (1771-1826), théologien et écrivain catholique.
- Georg Ferdinand Droste zu Vischering, baron von und zu Brenken (né en 1941 ) président de l'œuvre de Saint-Boniface en Allemagne et de plusieurs associations syndicales de travailleurs en Westphalie.
- Kaspar Maximilian von Droste-Vischering (1770-1846) évêque de Münster de 1826 à 1846.
- Maximilian Droste zu Vischering-Padberg (1781-1845), juriste et conseiller d'État.
- Maria Droste zu Vischering (1863-1899), religieuse de la Congrégation du Bon Pasteur béatifiée par l'Église catholique sous le nom de Sœur Marie du Divin Cœur et propagatrice de la dévotion au Sacré-Cœur. Elle inspira le pontificat de Léon XIII et la rédaction de l'Encyclique Annum Sacrum, du 25 mai 1899.

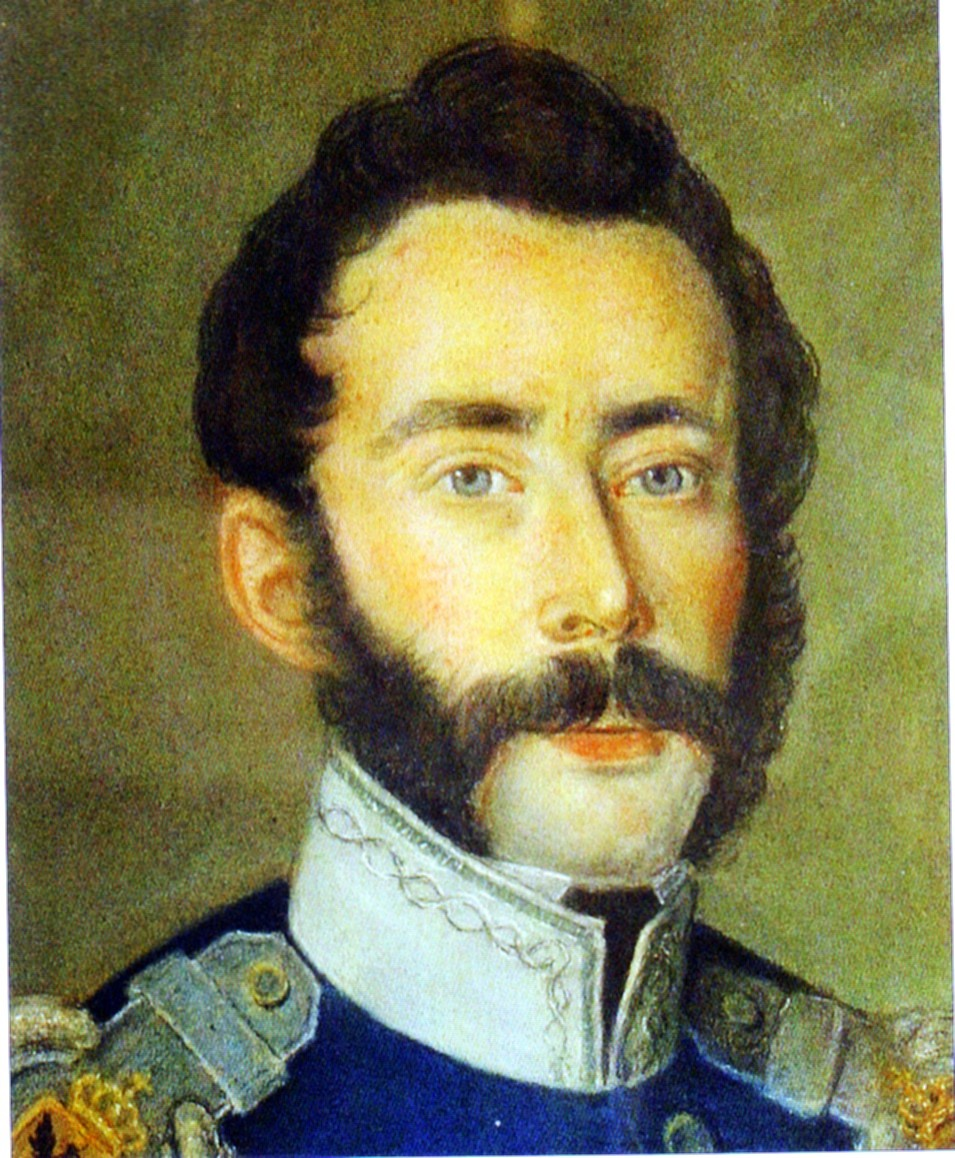
Kaspar Maximilian Droste zu Vischering-Padberg
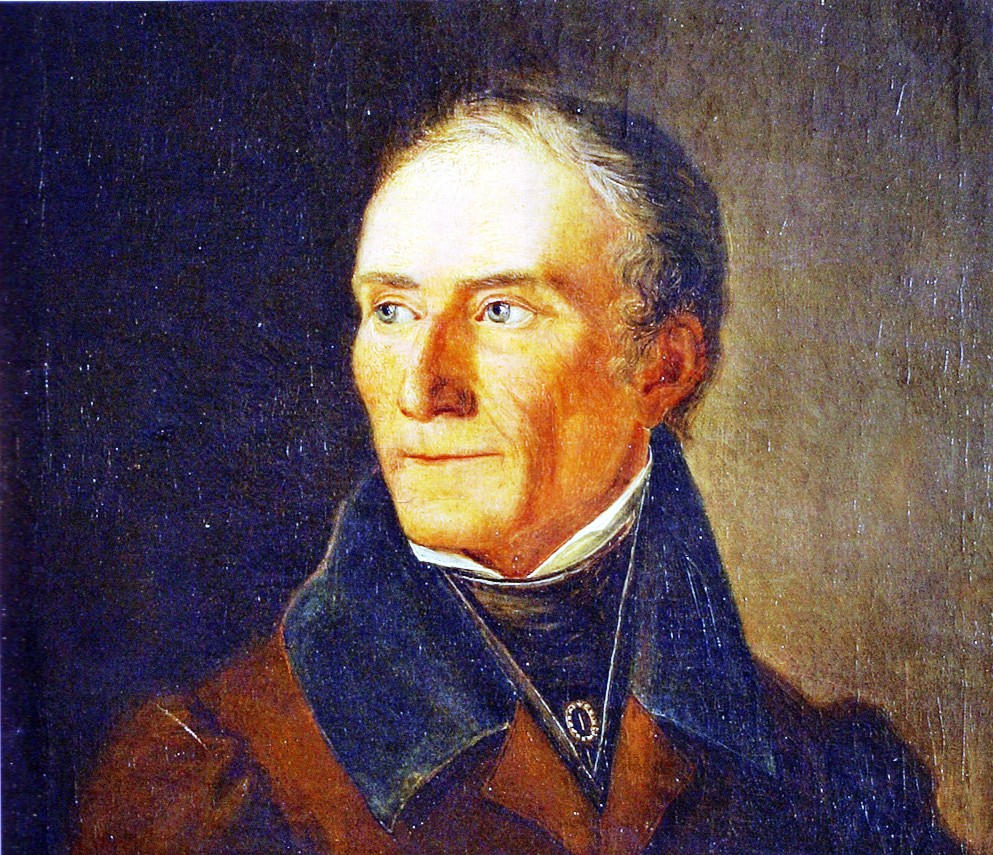
Maximilian Droste zu Vischering-Padberg
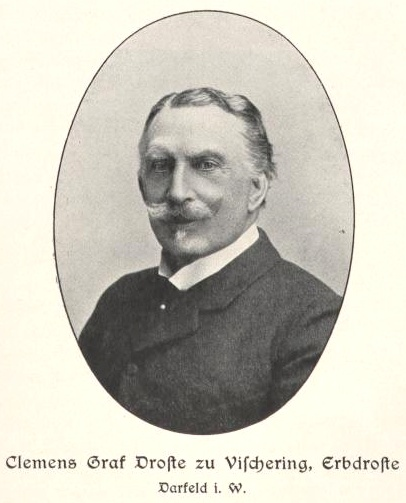
Clemens Heidenreich Droste zu Vischering